# Молау
Молау (нем. Molau) — деревня в Германии, в земле Саксония-Анхальт.
Входит в состав общины Молауэр-Ланд района Бургенланд. Население составляет 551 человек (на 31 декабря 2006 года).
Деревня Молау впервые упоминается в XIII веке.
Ранее Молау имела статус общины (коммуны). Площадь общины составляла 13,39 км². Помимо деревни Молау в состав общины входили населённые пункты Зиглиц и Ауэ.
1 января 2010 года община Молау была объединена с соседними населёнными пунктами и вошла в состав новой общины Молауэр-Ланд.

## Достопримечательности
- Краеведческий музей
- Церковь